# Saison 2005-2006 du Valenciennes FC
Maillots
Chronologie
Saison précédente Saison suivante
La saison 2005-2006 du Valenciennes FC est celle de la remontée du club en Ligue 2.
Fraîchement sacré champion de National, le club est présidé par Francis Decourrière et désormais entraîné par Antoine Kombouaré.

## Résumé de la saison

### Championnat
Après un titre de champion de France de National la saison précédente, le "druide" Daniel Leclercq a laissé sa place sur le banc à Antoine Kombouaré pour coacher le VAFC en Ligue 2.
Après un début de saison contrasté (trois victoires, trois défaites), Valenciennes pointe à la 10e place à la fin du mois d'août.

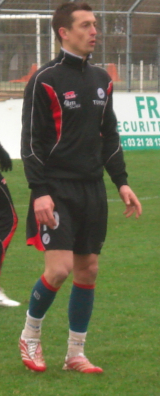
Laurent Dufresne

Lors de la 7e journée, le capitaine Laurent Dufresne arrache la victoire contre Montpellier dans les derniers instants du match.
L'équipe se montre solide défensivement et ne perd plus de match. Steve Savidan se montre efficace en attaque. À la mi-saison elle compte 34 points et occupe une étonnante 2e place derrière Sedan.
Lors des 23e et 24e journées les hennuyers enchaînent deux défaites (à Bastia et contre Le Havre) et descendent du podium. Ils retrouvent le trio de tête à l'issue de la 27e et un match nul à Brest.
Le VAFC réalise alors une fin de saison exemplaire en remportant neuf victoires de suite de la 29e à la 37e journée. Valenciennes prend les commandes du championnat à la 34e journée après une victoire à Sète et la conserve jusqu'à la fin du championnat.
Le 28 avril "VA" décroche le titre de champion de France de Ligue 2 en allant s'imposer à Sedan (0-3) et retrouve la Ligue 1, treize ans après l'avoir quittée. Alors qu'ils étaient promus, les hommes d'Antoine Kombouaré réalisent l'exploit d'enchaîner deux titres de champions consécutifs et deux accessions en Ligue 2 puis en Ligue 1.
À l'image de son club, Steve Savidan réalise également une performance unique en étant couronné meilleur buteur de Ligue 2 après l'avoir été en National la saison précédente.
| Bilan des matchs |    |    |    |    |    |    |    |    |    |    |    |    |    |    |    |    |    |    |    |    |    |    |    |    |    |    |    |    |    |    |    |    |    |    |    |    |    |    |
| Journée          | 01 | 02 | 03 | 04 | 05 | 06 | 07 | 08 | 09 | 10 | 11 | 12 | 13 | 14 | 15 | 16 | 17 | 18 | 19 | 20 | 21 | 22 | 23 | 24 | 25 | 26 | 27 | 28 | 29 | 30 | 31 | 32 | 33 | 34 | 35 | 36 | 37 | 38 |
| Lieu             | D  | E  | D  | E  | D  | E  | D  | E  | D  | E  | D  | D  | E  | D  | E  | D  | E  | D  | E  | D  | E  | D  | E  | D  | E  | D  | E  | D  | E  | E  | D  | E  | D  | E  | D  | E  | D  | E  |
| Résultat         |    |    |    |    |    |    |    |    |    |    |    |    |    |    |    |    |    |    |    |    |    |    |    |    |    |    |    |    |    |    |    |    |    |    |    |    |    |    |
| Points           | 3  | 3  | 6  | 9  | 9  | 9  | 12 | 13 | 14 | 15 | 16 | 19 | 20 | 23 | 26 | 29 | 32 | 33 | 34 | 35 | 38 | 41 | 41 | 41 | 42 | 45 | 46 | 47 | 50 | 53 | 56 | 59 | 62 | 65 | 68 | 71 | 74 | 74 |
| Class.           | 3  | 10 | 5  | 3  | 5  | 10 | 5  | 5  | 6  | 8  | 8  | 6  | 6  | 6  | 4  | 4  | 2  | 2  | 2  | 3  | 3  | 3  | 4  | 4  | 4  | 4  | 3  | 3  | 3  | 3  | 3  | 2  | 2  | 1  | 1  | 1  | 1  | 1  |

### Les buteurs du championnat 2005-2006 du VAFC
- Steve Savidan : 16 buts
- Sébastien Heitzmann : 11 buts
- Laurent Dufresne : 8 buts
- Thomas Dossevi : 6 buts
- Orlando Silvestri : 4 buts
- Olivier Bogaczyk, Éric Chelle, Geoffrey Doumeng, Maxence Flachez : 2 buts
- Tidiane Dia, Khaled Kharroubi, Rudy Mater, José Saez : 1 but

Steve Savidan fint meilleur buteur du club avec 16 buts et meilleur buteur du championnat ex aequo avec Jean-Michel Lesage (Le Havre AC).

### Coupe de la Ligue
Valenciennes est éliminé dès le 1er tour par Caen (L2) (5-0).
La finale se déroule le samedi 22 avril 2006 au Stade de France et voit l'AS Nancy-Lorraine battre l'OGC Nice (2-1).

### Coupe de France
Valenciennes élimine Arras (CFA2) au 7e tour (5-0), puis Lesquin (CFA2) au 8e tour (2-2, tab 3-4). Les nordistes sont éliminés en 1/32 contre Nantes (L1) (2-1).
La f
inale se joue le samedi 29 avril 2006 au Stade de France et voit le Paris Saint-Germain battre l'Olympique de Marseille (2-1).

## Structures du club

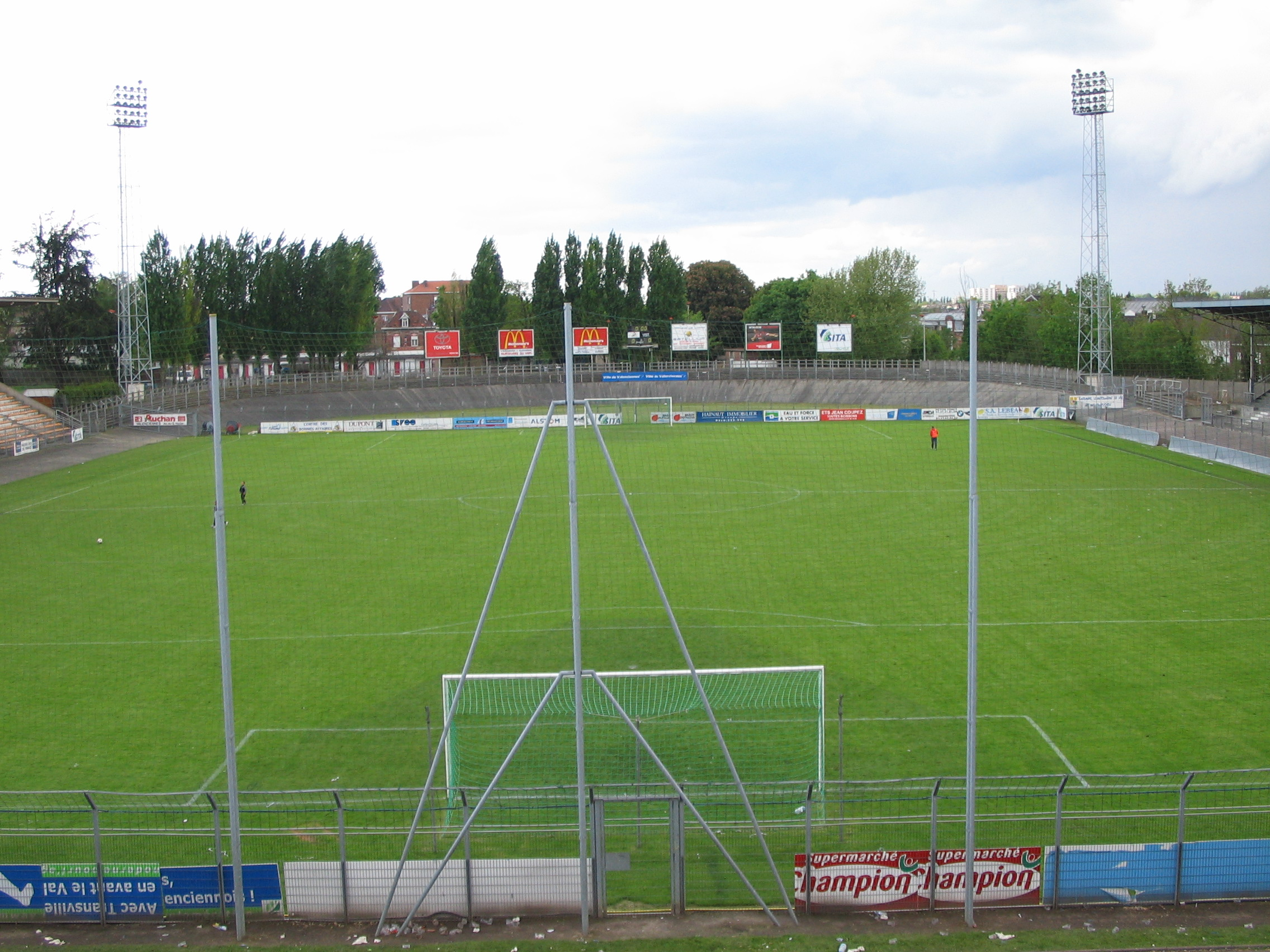
Stade Nungesser

### Budget
Le budget du club s'élève à 9,5M€. 43 % des recettes proviennent des droits audiovisuels. Il s'agit du 8e budget du championnat.

### Stade
Le VAFC évolue au stade Nungesser. Celui-ci est composé de la tribune de Fer, de la tribune d'Honneur et de la tribune Pouille. La capacité du stade est de 11.595 places.

### Équipementier et sponsors
Après sa coopération avec Nike, Valenciennes s'est engagé avec l'équipementier Airness pour la saison 2005-2006.
Toyota est le sponsor principal sur le maillot domicile. SITA-Suez apparait au devant du maillot extérieur.
La ville de Valenciennes, Valenciennes Métropole et la Région Nord-Pas-de-Calais sont les partenaires institutionnels.

## Affluence
Le record d'affluence au stade Nungesser est établi lors de la 35e journée avec la réception de Istres devant 11 283 spectateurs. Les seconde et troisième meilleures affluences sont enregistrées lors de la 37e journée (11 161 spectateurs contre Lorient) et la 18e journée (10 022 spectateurs contre Sedan).
L'affluence moyenne en Ligue 2 est de 8 669 spectateurs par match (5e meilleure moyenne sur 20 équipes), soit un taux de remplissage de 76,6 % (1er devant Reims, 65,6 %).